# Maria Petraccini
Maria Maddalena Petraccini, anomenada també Pettracini o Petrocini (Florència, Toscana, 12 de novembre de 1759 – Bagnacavallo, Ravenna, 1 de juny de 1791), va ser una anatomista, metgessa i professora d'anatomia italiana. El seu treball sobre l'educació física dels nens va ser pioner al segle xviii en tant que va renovar les pràctiques de la cura dels nounats i de les dones en el part.

## Biografia
Nascuda en una família de comerciants de la Toscana, Maria Petraccini es va traslladar a la regió d'Emília-Romanya després de casar-se amb el metge Francesco Ferretti, cirurgià de l'hospital de Bagnacavallo, a la província de Ravenna. Aquest fet la va portar a interessar-se per la cirurgia i els primers anys el seu marit li va fer de tutor. Aprenia intervenint cossos de difunts i va aconseguir una tècnica tan bona que el setembre de 1788 el Consell Mèdic de Florència la va considerar digna de la seva universitat. En un moment en què la professió mèdica no estava permesa a les dones, Petraccini va iniciar els seus estudis a la Universitat de Florència, de la mà de metges com Lorenzo i Angelo Nannoni, que també li van ensenyar obstetrícia.
Petraccini i el seu marit es van traslladar uns anys després a Ferrara, on va continuar la seva formació a l'Arcispedale Sant'Anna di Ferrara. Allà, en presència dels professors d'Humanitats, va fer assajos públics sobre difunts amb els quals va demostrar profunds coneixements anatòmics. A la Universitat de Ferrara, segons algunes fonts, hi va ensenyar anatomia. Com les universitats de Salern i Bolonya, Ferrara era un centre reconegut per a l'estudi de la medicina on les dones eren benvingudes.

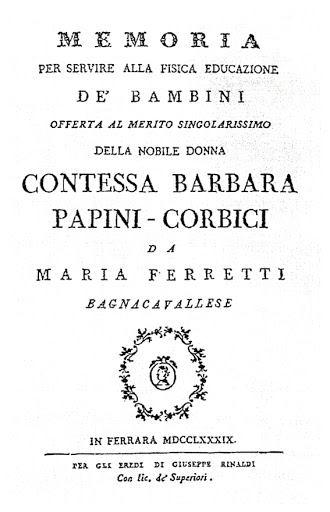
Maria Petraccini, Memoria per servire alla fisica educazione de' bambini, 1789

Petraccini va publicar l'any 1789 la seva única obra, Memoria per servire alla fisica educazione dei bambini (Memòria al servei de l'educació física dels nens), a partir de la seva experiència personal després del naixement del seu primogènit. Amb ella es va fer un lloc en els cercles restringits dels divulgadors de nous conceptes pedagògics i científics vinculats a la revolució cultural de finals del segle xviii. En el llibre, l'autora s'oposava a l'ús de les benes ajustades que llavors s'utilitzaven durant l'embaràs, ja que considerava que eren perjudicials per als nens no nascuts i que provocaven moltes malformacions. També va ser una defensora de la lactància materna, una pràctica que aleshores les dones d'alt estatus social acostumaven a delegar en dides de classes econòmicament desfavorides.
| «                                                                                         | Abandono el fantasma del prejudici i, menyspreant el sentiment vulgar, m'armo a favor de la humanitat innocent | » |
| — Maria Petraccini, Memoria per servire alla fisica educazione de’ bambini, Ferrara, 1789 | |   |

En un segle en què s'obrien camí nous conceptes científics i pedagògics, Maria Petraccini va difondre les seves idees per donar una nova dignitat a la infantesa. Va plantejar un model extremadament modern, que la va situar a la petita avantguarda femenina que també va marcar el segle XVIII a Itàlia, tot i ser conscient de les dificultats que li provocava el fet de ser dona, com ella mateixa va posar de manifest al prefaci de l'obra: «Jo, però, no deixo de ser una dona i, per tant, jo mateixa un objecte, que difícilment pot merèixer la consideració dels altres».
Maria Petraccini va morir sobtadament i per causes desconegudes l'1 de juny de 1791, tenint trenta-un anys, i deixant tres fills, Giovanni, Zaffira i Euclides. La seva filla, Zaffira Ferretti, va seguir els passos de la seva mare llicenciant-se en medicina a la Universitat de Bolonya. L'any 1873 l'historiador Giuseppe Spallicci va treure de la vida de les dues Ferretti, mare i filla, l'ensenyament que "no hi ha art ni ciència que no es pugui aprendre de les dones".